# Nepal
 Ovo je glavno značenje pojma Nepal. Za glazbeni sastav pogledajte Nepal (glazbeni sastav).
Nepal (nep. नेपाल), službeno: Savezna Demokratska Republika Nepal (nep. सङ्घीय लोकतान्त्रिक गणतन्त्र नेपाल, Saṅghīya Lokatāntrika Gaṇatantra Nepāla), neobalna država u južnoj Aziji. Graniči na jugu s Indijom i na sjeveru s NR Kinom. Sjeverni dio Nepala zauzima Himalaja, najviši planinski lanac na svijetu, a njegov najviši vrh, 8.848 m visoki Mount Everest na granici s Kinom ujedno je i najviša točka na Zemlji. Od 18. svibnja 2006., Nepal je sekularna država. 28. prosinca 2007. privremena je vlada proglasila Nepal saveznom republikom na čelu s predsjednikom kojega bira parlament, označivši time kraj 238 godina monarhije.
Stanovnici Nepala pripadaju brojnim etničkim zajednicama od kojih su neke povezane s tradicionalnim kastinskim sustavom. Najbrojniji su Chetri (trad. Kšatrije, oko 16%), Brahmani (oko 13%), Magar (7%) i Tharu (6,75%). Etnički Sherpe, poznati kao vodiči alpinističkih ekspedicija čine 0.68% stanovništva. Hinduizam je najbrojnija religija (80%), slijedi Budizam (11%). Nepalskim govori oko polovice stanovnika, a služi i kao lingua franca za govornike drugih jezika.
U vrijeme britanske kolonijalne vlasti u Indiji, Nepal je ostao neovisan, ali izoliran od vanjskog svijeta, što je ga učinilo jednom od najnerazvijenijih država na svijetu. Gospodarske reforme i djelomično otvaranje prema susjednoj Indiji u posljednjih nekoliko godina dovele su do promjena nabolje, ali izbijanje građanskog rata u kojem se marksistički pobunjenici bore protiv središnjih vlasti 1996. pogoršalo je izglede za budućnost. Glavna gospodarska djelatnost i dalje je poljoprivreda, ali raste udio uslužnih djelatnosti (turizam).
Nepalska zastava jedina je državna zastava koja nema četverokutni oblik.

## Galerija
- Nepal
- Katmandu, Kal Bhairav 2007.
- Nakon potresa 2015.
- Pashupatinath
- Bhaktapur
- Changu Narayan
- Patan
- Himalaja
- Himalaja
- Mustang
- Mustang

## Vanjske poveznice
Sestrinski projekti
|  | Zajednički poslužitelj ima stranicu o temi Nepal    |
|  | Zajednički poslužitelj ima još gradiva o temi Nepal |
|  | Wječnik ima rječničku natuknicu Nepal               |